# Îles Raja Ampat
L'archipel indonésien des Raja Ampat (« les quatre rois ») est situé près de la côte nord-ouest de la Nouvelle-Guinée, dans la province de Papouasie du Sud-Ouest.

## Géographie
Il est constitué de quelque 1 500 îles, souvent montagneuses, dont les plus grandes sont Waigeo, Batanta, Salawati et Misool. Les trois premières se situent dans l'océan Pacifique, Misool se trouvant en mer de Seram. D'autre part, cette dernière mer abrite sur sa bordure nord les îles Raja et Kofiau. D'autres îles (dont Gag et l'archipel Fam (en)) émergent en mer de Halmahera. La superficie totale de l'archipel est d'environ 46 000 km2.
L'archipel est situé à la limite occidentale de l'océan Pacifique. À cet endroit  passe le courant Ouest-Pacifique, qui parcourt l'arc de Banda (en), en desservant les mers d'Arafura et de Timor.
Administrativement, les Raja Ampat forment un kabupaten de la province de Papouasie du Sud-Ouest. Seul le sud de Salawati est rattaché au kabupaten de Sorong.

## Environnement

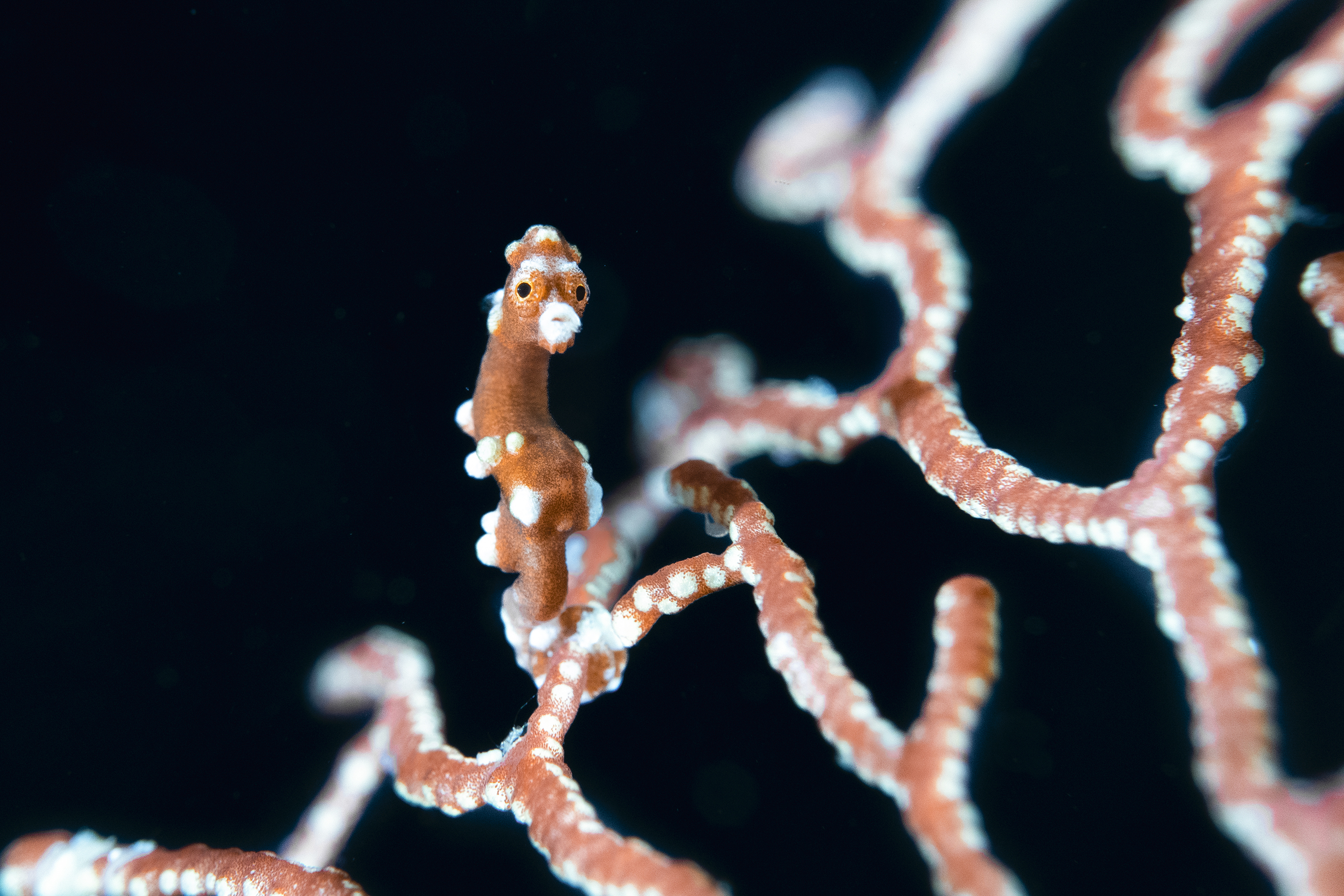
Hippocampe pygmée Santa Claus à Raja Ampat (février 2022). C'est une sorte d'hippocampus denise ayant une couleur différente. Dans ces iles il y a quatre sortes d'hippocampes pygmées ; adultes ils ne mesurent pas plus de 3 cm.

Les Raja Ampat sont situées dans le « Triangle de Corail », cœur mondial de la biodiversité corallienne, et dans une mer qui contient peut-être la plus riche diversité d'espèces de coraux (75 % selon The Nature Conservancy) connues dans le monde.
L'UNESCO envisage d'inscrire les îles Raja Ampat sur sa liste du patrimoine mondial comme zone ayant la plus riche biodiversité marine de notre planète. En 2007, le gouvernement indonésien a désigné sept nouvelles zones marines protégées couvrant 9 000 km2.

## Histoire
Le nom de Raja Ampat (« Raja » signifie roi et « ampat » signifie quatre) vient de la mythologie locale qui raconte l'histoire d'une femme qui trouve sept œufs. Quatre éclosent et deviennent des rois qui occupent quatre des plus grandes îles Raja Ampat. Les trois autres deviennent un fantôme, une femme et une pierre.
Raja Ampat faisait autrefois partie du sultanat de Tidore, un royaume influent des Moluques. Les Hollandais ont revendiqué l'archipel lorsqu'ils envahirent les Moluques.
La première observation et le premier atterrissage enregistrés par les Européens des îles Ampat ont été effectués par le navigateur portugais Jorge de Meneses et son équipage en 1526, en route depuis l'île de Biak, la péninsule de Doberai et Waigeo, vers Halmahera (Ternate).
L'explorateur anglais William Dampier a donné son nom au détroit de Dampier (en), qui sépare les îles de Batanta et de Waigeo. 
En 1759, le capitaine William Wilson navigua dans ces eaux sur l'indiaman Pitt (en). Il nomma un détroit, probablement celui entre Batanta et Salawati, le « détroit de Pitt », d'après le nom de son navire.

## Tourisme
Les Raja Ampat sont une destination pour la plongée sous-marine. L'archipel des Raja Ampat contient de nombreux sites de plongée comme Melissa's Garden, Manta Sandy, Black Rock, Chichen Reef…
La saison 11 de l'émission française Koh Lanta y a été tournée en mars-avril 2011.
On se rend aux Raja Ampat depuis la ville de Sorong.

## Linguistique
Les langues dites « raja ampat » sont de la famille austronésienne. Elles font partie du groupe des langues Halmahera du Sud-Nouvelle Guinée occidentale dans les langues malayo-polynésiennes centrales-orientales.